# جانيت كوتس
جانيت كوتس (بالإنجليزية: Janet Coats)‏ هي صحفية أمريكية، ولدت في 6 مايو 1963 في كليفلاند في الولايات المتحدة.